# The Washington Post March

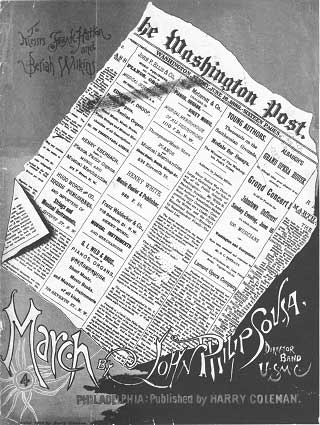
Capa da partitura de The Washington Post March, publicada em 1889.

" The Washington Post " (chamada popularmente de " The Washington Post March ") é uma marcha composta por John Philip Sousa em 1889. Desde então, se tornou como uma das marchas mais populares nos Estados Unidos e em muitos outros países ao redor do mundo. 

## História
Em 1888, os recentes compradores do jornal The Washington Post—Frank Hatton, um ex-Postmaster Geral, e Beriah Wilkins, um ex-deputado democrata de Ohio - solicitaram que Sousa, líder da United States Marine Band, compusesse uma marcha para a cerimônia de premiação do concurso de redação do jornal, em conjunto com um campanha para promover o jornal sob nova propriedade. Sousa agradeceu; "The Washington Post" foi apresentado em uma cerimônia em 15 de junho de 1889, "com a presença do presidente Benjamin Harrison" diante de "uma grande multidão no terreno do Museu Smithsonian". Rapidamente se tornou bastante popular nos Estados Unidos e na Europa como o acompanhamento musical padrão para o two-step, uma dança do final do século XIX. Isto levou um jornalista britânico a apelidar Sousa de "O Rei da Marcha". Sousa é homenageado no edifício do “The Washington Post” pela sua contribuição ao jornal e ao seu país. A composição está em domínio público nos EUA, pois os seus direitos autorais expiraram, devido ao facto de Sousa estar morto há mais de 70 anos e ter sido publicada antes do início da década de 1920. Durante a cerimônia de premiação, os jovens vencedores do concurso de redação foram presenteados com medalhas de ouro feitas à mão por joalheiros locais Galt & Bro., cada uma com designs exclusivos e gravuras personalizadas.